# Don Tapscott
Don Tapscott (1947) is een Canadees ondernemer, auteur, adviseur en spreker, woonachtig in Toronto. Hij is een internationaal gerespecteerde autoriteit op het gebied van de strategische waarde en invloed van informatietechnologie op bedrijf en maatschappij.
Tapscott richtte in 1993 de strategische denktank New Paradigm op, die in 2007 overgenomen werd door nGenera, waar Tapscott voorzitter is van het nGenera Innovation Network. Tevens is Tapscott als buitengewoon hoogleraar Strategisch Management verbonden aan de Joseph L. Rotman School of Management, Universiteit van Toronto. Hij is getrouwd met Ana Lopes en heeft 2 kinderen.

## Academische achtergrond
Tapscott is Bachelor of Science in psychologie en statistiek, en is Master of Education gespecialiseerd in onderzoeksmethodologie. Hij is tevens houder van twee eredoctoraten (Doctor of Law), verleend door de Universiteit van Alberta in 2001 en de Trent-universiteit in 2006.
Gedurende zijn studie Masters of Education aan de Universiteit van Alberta deed hij mee aan de verkiezing voor burgemeester van Edmonton in de gemeentelijke verkiezingen van 1977.

## Boeken
Tapscott heeft elf boeken geschreven of er als co-auteur aan meegewerkt op het gebied van de toepassing en de invloed van informatietechnologie in bedrijf en maatschappij. Een aantal van zijn boeken worden beschouwd als richtinggevend op het gebied van ondernemingsmodellen- en strategieën.
Zijn boek Wikinomics: How Mass Collaboration Changes Everything (2006) dat hij schreef met Anthony Williams, beschrijft hoe bedrijven in de vroege 21ste eeuw globale samenwerking, interactieve gemeenschappen en open source technologie zoals Wiki’s gebruikten om succesvol te zijn.
Daarvoor schreef hij samen met David Ticol The Naked Corporation: How the Age of Transparency Will Revolutionize Business (2003). The Naked Corporation beschrijft hoe transparantie, verantwoording en de relatie met belanghebbenden een nieuwe uitdaging vormen voor competitieve innovatie.
In Digital Capital: Harnessing the Power of Business Webs (2000), dat hij samen met David Ticoll and Alex Lowy schreef, kijkt hij naar de economische impact van internet op bestaande bedrijfsmodellen. Hij gaat vervolgens nog een stap verder door uiteen te zetten hoe bedrijven, uitgaande van 5 herkenbare bedrijfsmodellen, kunnen transformeren naar internet-enabled zakelijke netwerken (business webs).
Zijn populaire boek Growing Up Digital: The Rise of the Net Generation (1997) verklaart de zakelijke en sociale gevolgen van de eerste generatie die opgroeit in het digitale tijdperk, het internettijdperk.
Digital Economy: Promise and Peril In The Age of Networked Intelligence (1995) was een van de eerste boeken die beschrijft hoe internet het bedrijfsleven en de maatschappij als geheel gaat veranderen.
Tapscott is vooral bekend geworden door Paradigm Shift: The New Promise of Information Technology (1993). Gebaseerd op een aantal grootschalige onderzoeken bij meer dan 4500 ondernemingen en overheidsinstellingen, analyseert Paradigm Shift de ervaringen van vooraanstaande bedrijven die de transitie doormaken naar het informatietijdperk. Het boek onthult de belofte van de nieuwe technologie in het creëren van een onderling verbonden client/server onderneming, die werkelijk elk onderdeel van het bedrijf raakt. Tevens wordt de invloed van workflow en business process reengineering op het (via het netwerk) onderling verbinden van werkgroepen binnen het bedrijf beschreven.
Hoewel inmiddels achterhaald, bood dit boek een verhelderend inzicht in hoe moderne ondernemingen om moesten gaan met de mogelijkheden die de informatietechnologie hun biedt en vooral dat men hier niet meer omheen kon. Het vestigde de naam van Tapscott als visionair en cybergoeroe.